# Raión de Chernivtsí
Raión de Chernivtsí (en ucraniano: Чернівецький район) es un raión o distrito de Ucrania en el óblast de Chernivtsí. La capital es la ciudad de Chernivtsí.

## Demografía
Según estimación 2020 contaba con una población total de 654858 habitantes.

## Otros datos
El código КАТOТТG es UA73060000000061247.